# Pietro Marini
Pietro Marini (Roma, 5 ottobre 1794 – Roma, 19 agosto 1863) è stato un cardinale italiano della Chiesa cattolica, nominato da papa Pio IX.

## Biografia
Nacque a Roma il 5 ottobre 1794.
Papa Pio IX lo elevò al rango di cardinale nel concistoro del 21 dicembre 1846.
Pochi mesi dopo, nel 1847, lo nominò legato apostolico di Forlì.
Morì il 19 agosto 1863 all'età di 68 anni.